# Grimpar des plateaux
Dendrocolaptes platyrostris · Grimpar à bec plat
Espèce
Statut de conservation UICN

 LC  : Préoccupation mineure
Répartition géographique
Le Grimpar des plateaux (Dendrocolaptes platyrostris), ou Grimpar à bec plat, est une espèce de passereaux de la famille des Furnariidae.

## Répartition et sous-espèces
Selon la classification de référence du Congrès ornithologique international (14.2. 2024) :
- Dendrocolaptes platyrostris intermedius Berlepsch, 1883 — Cerrado et caatinga ;
- Dendrocolaptes platyrostris platyrostris Spix, 1824 — forêts humides de l'est du Brésil, nord-est du Paraguay et nord-est de l'Argentine.

## Systématique
Le nom valide complet (avec auteur) de ce taxon est Dendrocolaptes platyrostris Spix, 1824.
Ce taxon porte en français le nom vernaculaire ou normalisé suivant : Grimpar des plateaux.